# Sabadell Deportes
Sabadell Deportes va ser una de les publicacions pioneres relacionades amb l'esport de la ciutat de Sabadell. Durant els anys 50 i 60 va esdevenir un diari de referència amb molta tirada a la capital del Vallès Occidental. Una època d'esplendor de l'esport sabadellenc, que rebé el títol de 'Ciudad piloto del deporte español' per part de l'Estat gràcies als èxits a nivell nacional i internacional aconseguits per equips com el Centre d'Esports Sabadell en futbol, el Club Natació Sabadell en natació o l'Arrahona i l'OAR Gràcia Sabadell en handbol. El seu primer número data del 3 de gener del 1949, mentre que el darrer és del 15 de juliol del 1968. Durant aquest període de 19 anys, es publicaren 178 exemplars. La llengua del Sabadell Deportes era el castellà, tot i que en els darrers anys també hi van haver petites seccions escrites en català. Totes les edicions van ser en blanc-i-negre.

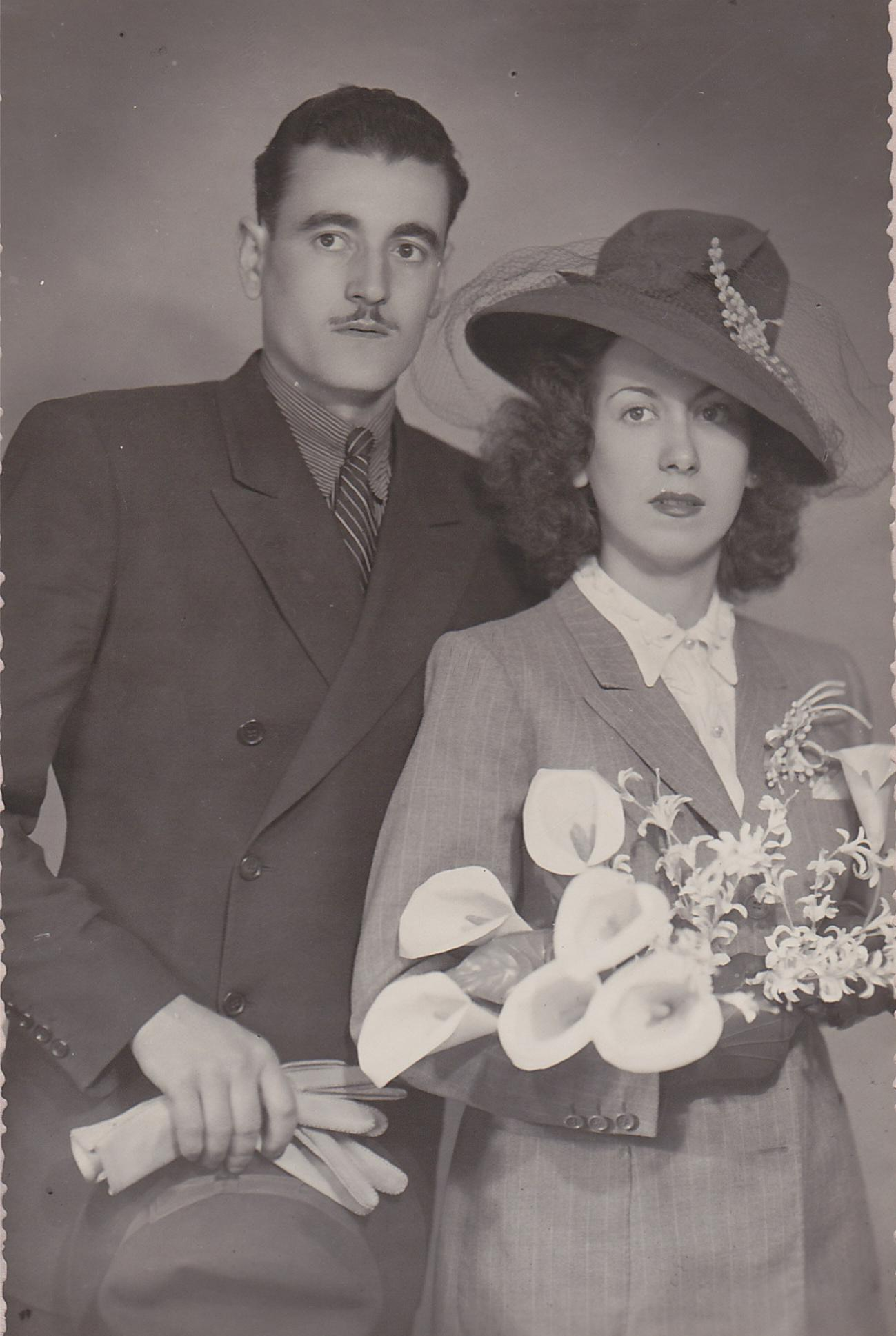
Jaume Llargués Sabatés i Teresa Nonell Farnés